# Шапель (Глан)
Шапель (фр. Chapelle) — громада  в Швейцарії в кантоні Фрібур, округ Глан.

## Географія
Громада розташована на відстані близько 65 км на південний захід від Берна, 34 км на південний захід від Фрібура.
Шапель має площу 2 км², з яких на 8,5% дозволяється будівництво (житлове та будівництво доріг), 72,6% використовуються в сільськогосподарських цілях, 18,9% зайнято лісами, 0% не є продуктивними (річки, льодовики або гори).

## Демографія
2019 року в громаді мешкало 302 особи (+21,3% порівняно з 2010 роком), іноземців було 9,6%. Густота населення становила 150 осіб/км².
За віковим діапазоном населення розподілялося таким чином: 25,8% — особи молодші 20 років, 59,6% — особи у віці 20—64 років, 14,6% — особи у віці 65 років та старші. Було 108 помешкань (у середньому 2,8 особи в помешканні).
Із загальної кількості 53 працюючих 11 було зайнятих в первинному секторі, 11 — в обробній промисловості, 31 — в галузі послуг.